# Serious Fraud Office (Regno Unito)
Il Serious Fraud Office (SFO, "Ufficio per le frodi gravi" ) è un dipartimento governativo non ministeriale del governo del Regno Unito che indaga e persegue casi di frode e corruzione gravi e complessi. È responsabile nei confronti del Procuratore generale per l'Inghilterra e il Galles e ha giurisdizione sull'Inghilterra, il Galles e l'Irlanda del Nord. Il Criminal Act 1987 consente a qualsiasi persona, azienda o banca di fornire documenti contenenti questioni riservate o rispondere a domande quando si tratta di casi.
Inoltre, il centro finanziario di Londra "la City" e il Regno Unito hanno applicato il Bribery Act 2010 emanato per incoraggiare una buona governance aziendale al fine di aumentare la loro reputazione come area commerciale attraente a livello globale. La sua giurisdizione non si estende alla Scozia, dove la frode e la corruzione sono indagate dalla Police Scotland attraverso la loro divisione criminale specializzata e le azioni penali sono intraprese dall'unità contro la criminalità economica del Crown Office and Procurator Fiscal Service.

## Storia
Durante gli anni '70 e l'inizio degli anni '80 una serie di scandali finanziari nella City di Londra ha distrutto la fiducia del pubblico nel modo in cui venivano gestite le frodi gravi o complesse. In risposta a ciò il governo ha istituito il Comitato per i processi antifrode nel 1983. Questo comitato indipendente, sotto la presidenza di Lord Roskill, ha considerato come le modifiche alla legge e ai procedimenti penali potessero portare a metodi più efficaci per combattere la frode. Il rapporto della commissione, comunemente noto come "il rapporto Roskill", è stato pubblicato nel 1986. La sua raccomandazione principale era quella di creare una nuova organizzazione unificata incaricata di individuare, indagare e perseguire casi di frode grave. Di conseguenza, il Serious Fraud Office (SFO) e i suoi poteri sono stati creati dal Criminal Justice Act 1987. Ha aperto i battenti nell'aprile 1988. L'SFO applica anche il Bribery Act del Regno Unito del 2010. I compiti del Serious Fraud Office includono l'indagine e il perseguimento di alcune gravi frodi che causano danni superiori a 1 milione di sterline. Sono escluse dalla sua giurisdizione l'Isola di Man, le Isole del Canale e la Scozia. Lisa Osofsky è il direttore dal 2018. La base giuridica dell'agenzia è il Criminal Justice Act 1987.

## Direttori
1. John Wood CB (1988–1990)
2. Dame Barbara Mills QC (1990–1992)
3. George Staple CB QC (1992–1997)
4. Rosalind Wright CB QC (1997–2003)
5. Robert Wardle (2003–2008)
6. Richard Alderman (2008–2012)
7. Sir David Green CB QC (2012–2018)
8. Lisa Osofsky (2018–in carica)